# Cotu Morii
Cotu Morii – wieś w Rumunii, w okręgu Jassy, w gminie Popricani. W 2011 roku liczyła 248 mieszkańców.